# Yves-Matthieu Dafreville
Yves-Matthieu Dafreville, né le 17 mars 1982 à Saint-Pierre, est un judoka français.

## Biographie

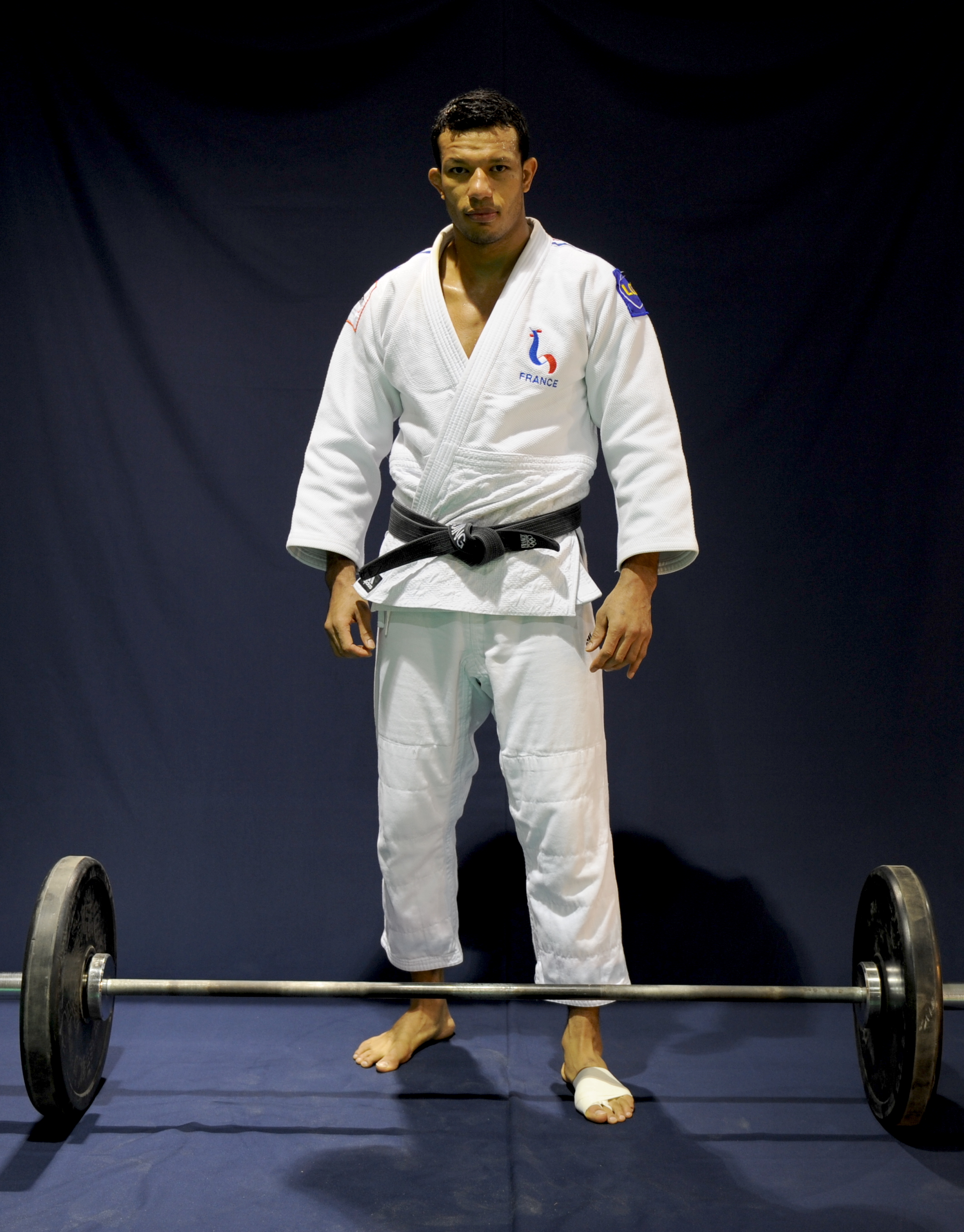
Yves-Matthieu Dafreville, le 25 janvier 2011 à l'Insep à Paris.

Matthieu a connu le Judo tout petit, et depuis, il enchaîne titre sur titre. En effet, il évoluait à la Réunion et était déjà très fort dans son domaine. Il se battait constamment avec son grand-frère Christophe (actuellement combattant français en MMA). 
Il décida un jour de quitter son île de naissance pour tenter l'aventure en France métropolitaine.[Référence nécessaire]
Après avoir tenté l'expérience des J.O de Pékin, c'est un homme nouveau qui revint sur les tatamis.
En 2009, il enchaina les victoires aux Championnats de France -90 kg, au Tournoi de Paris -90 kg, au tournoi de Hambourg -90 kg.
Concourant dans la catégorie des moins de 90 kg, il participe à ses premiers jeux lors des jeux Olympiques de Pékin.

## Club
- Levallois SC Judo
- Sucy Judo

## Palmarès

### Jeux olympiques
- Jeux olympiques de 2008 à Pékin (Chine) :
  - 5e en moins de 90 kg (poids moyens).

### Championnat d'Europe
- Médaille d'argent au championnat d'Europe par équipes seniors 2011.

### Championnat de France

#### Individuel
- Médaille d'argent au championnat de France 1ère Division 2006.
- Médaille de bronze au championnat de France 1ère Division 2007.
- Médaille d'or au championnat de France 1ère Division 2009.
- Médaille d'or au championnat de France 2ème Division 2013.

#### Équipes
- Médaille d'or au championnat de France par équipes en 2007, 2008, 2011 et 2013 avec Levallois SC.

### Autres
- Médaillé d'or des championnats du monde universitaire 2006.
- Médaillé de bronze à la coupe d’Europe d'équipes de clubs 2008.
- Tournoi de Paris 2009.